# Pereslavl-Zaleski
Pereslavl-Zaleski (en ruso: Переславль-Залесский) es una ciudad del óblast de Yaroslavl, en Rusia, centro administrativo del raión de Pereslavl. Situada en la orilla sudeste del lago Pleshchéyevo, donde desemboca el río Trúbezh, a 124 km al sudoeste de Yaroslavl y a 134 km al nordeste de Moscú.

## Historia

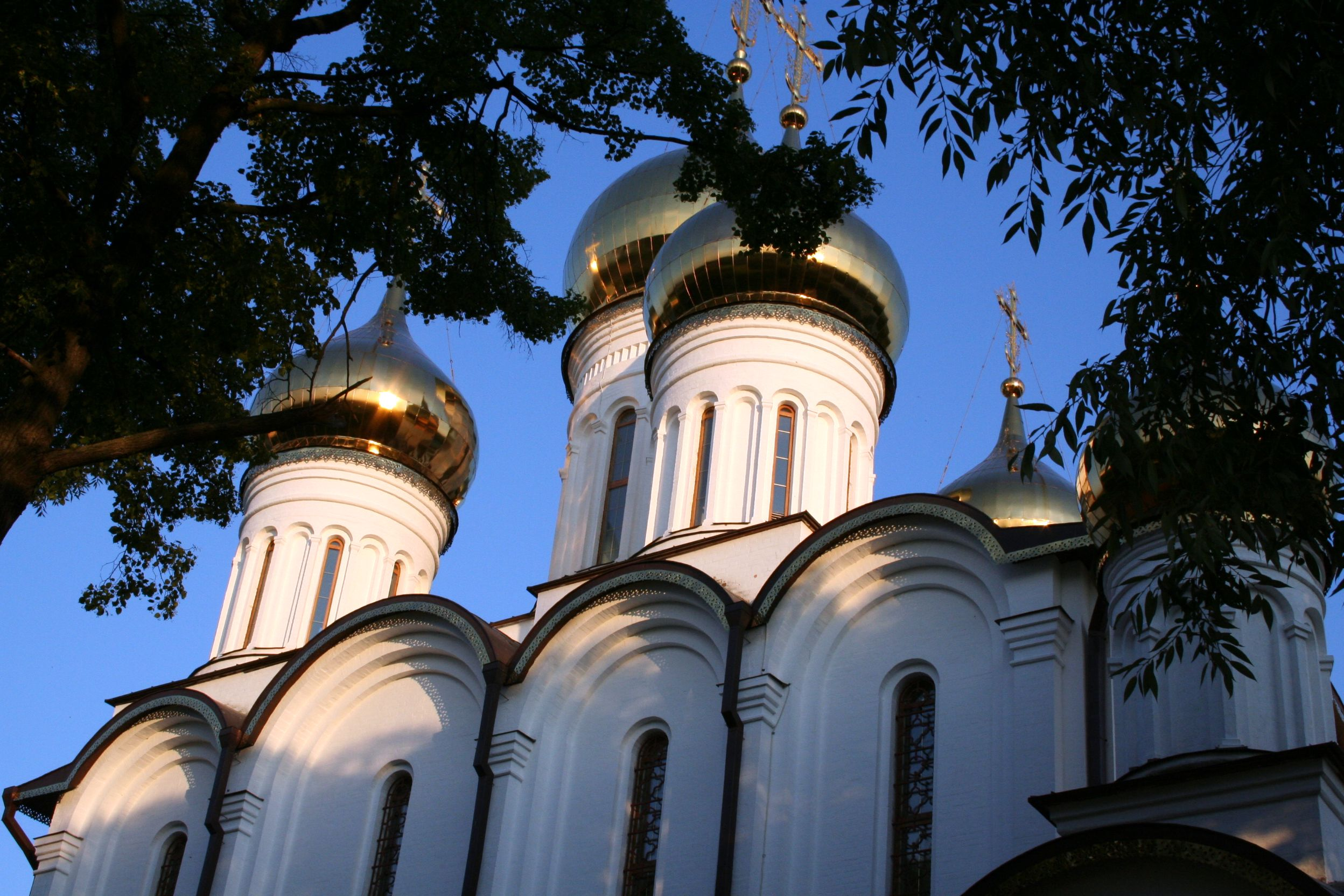
Cúpulas de la Catedral del monasterio Nikolski

Pereslavl-Zaleski fue fundada en 1152 por el príncipe Yuri Dolgoruki. Entre 1175 y 1302, la ciudad fue capital del principado de Pereslavl. En 1302, la ciudad fue incorporada al Gran Ducado de Moscú. Pereslavl-Zaleski fue devastada varias veces por los tártaro-mongoles de la Horda de Oro entre mediados del siglo XIII y comienzos del XV. En 1608, fue incenciada por los polacos. En 1611-1612, sería ocupada por los mismos. De 1688 a 1693, Pedro el Grande mandó construir aquí una serie de pequeños barcos de guerra que se podrían considerar los primeros de la Armada Imperial Rusa, la llamada "armada de diversión" (poteshny), para sus juegos de guerra en el lago.

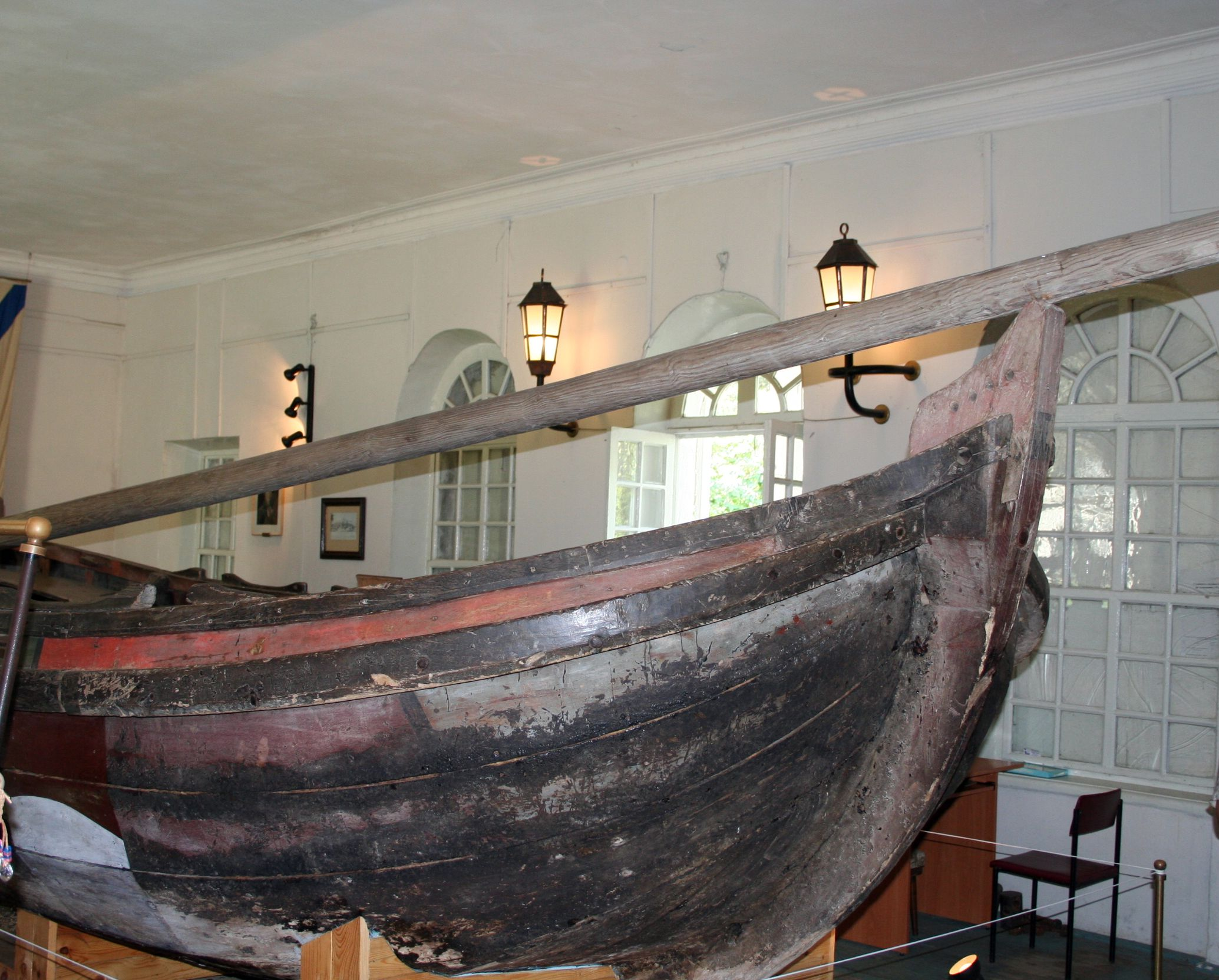
Bótik (pequeño barco) "Fortuna", de los que mandó construir Pedro el Grande.

En 1708, la ciudad fue asignada a la gobernación de Moscú y a partir de 1739 se convierte en capital de la provincia de Pereslavl, perteneciente a la misma guberniya. En 1778, la ciudad fue integrada como ciudad de un uyezd de las tierras de la ciudad de Vladímir. A partir de 1929, se establece como capital del raión de Pereslavl dentro del óblast de Yaroslavl.
En 1894, Lenin escribió aquí, con la ayuda de un hectógrafo para su difusión, el artículo ¿Quiénes son los "amigos del pueblo" y cómo combaten a los socialdemócratas? El célebre artista ruso Dmitri Kardovski vivió y trabajó en esta localidad entre 1919 y 1920 y de 1941 a 1943.

## Demografía
| 1897   | 1926   | 1939   | 1959   | 1970   |
| ------ | ------ | ------ | ------ | ------ |
| 8 600  | 13 400 | 19 900 | 23 100 | 30 100 |
| 1979   | 1989   | 1996   | 2000   | 2008   |
| 37 500 | 42 300 | 44 900 | 43 379 | 42 308 |

## Patrimonio

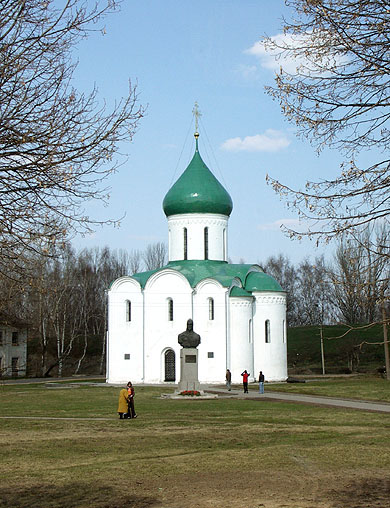
Catedral del Salvador (1152-1157).

Pereslavl-Zaleski forma parte del Anillo de Oro de Rusia. Es conocida por su patrimonio arquitectónico, entre el que destaca:
- la antigua catedral de la Transfiguración del Salvador en piedra blanca (1152-1157), actualmente un museo.
- la iglesia del metropolitano Pedro (1585).
- el monasterio Troitse-Danílov, siglo XVI y XVIII.
- el monasterio Nikitsi, siglo XVI y XIX.
- el monasterio Fiódorovski (siglos XVI-XIX).
- el monasterio de Goritsy (siglos XVII-XVIII).

También tiene un curioso museo de planchas.

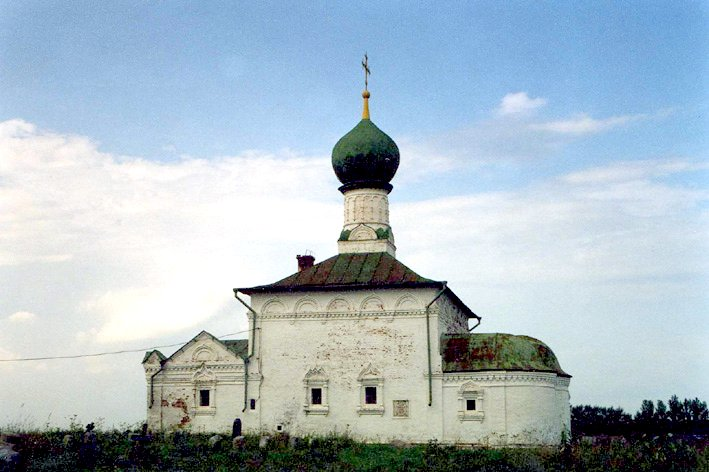
Monasterio Troitse-Danílov
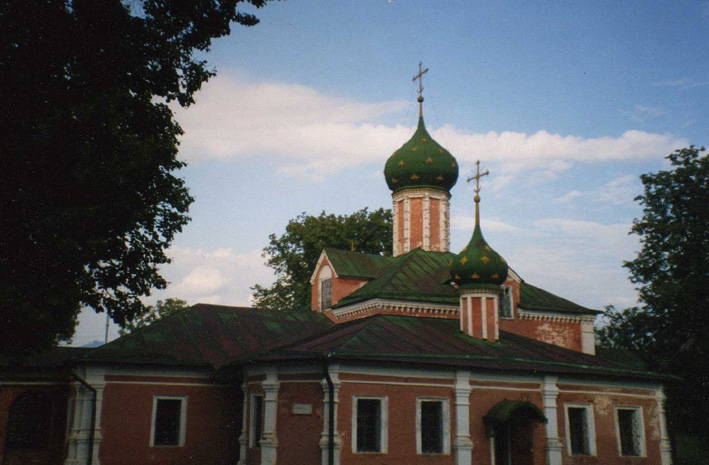
Monasterio Fiódorovski
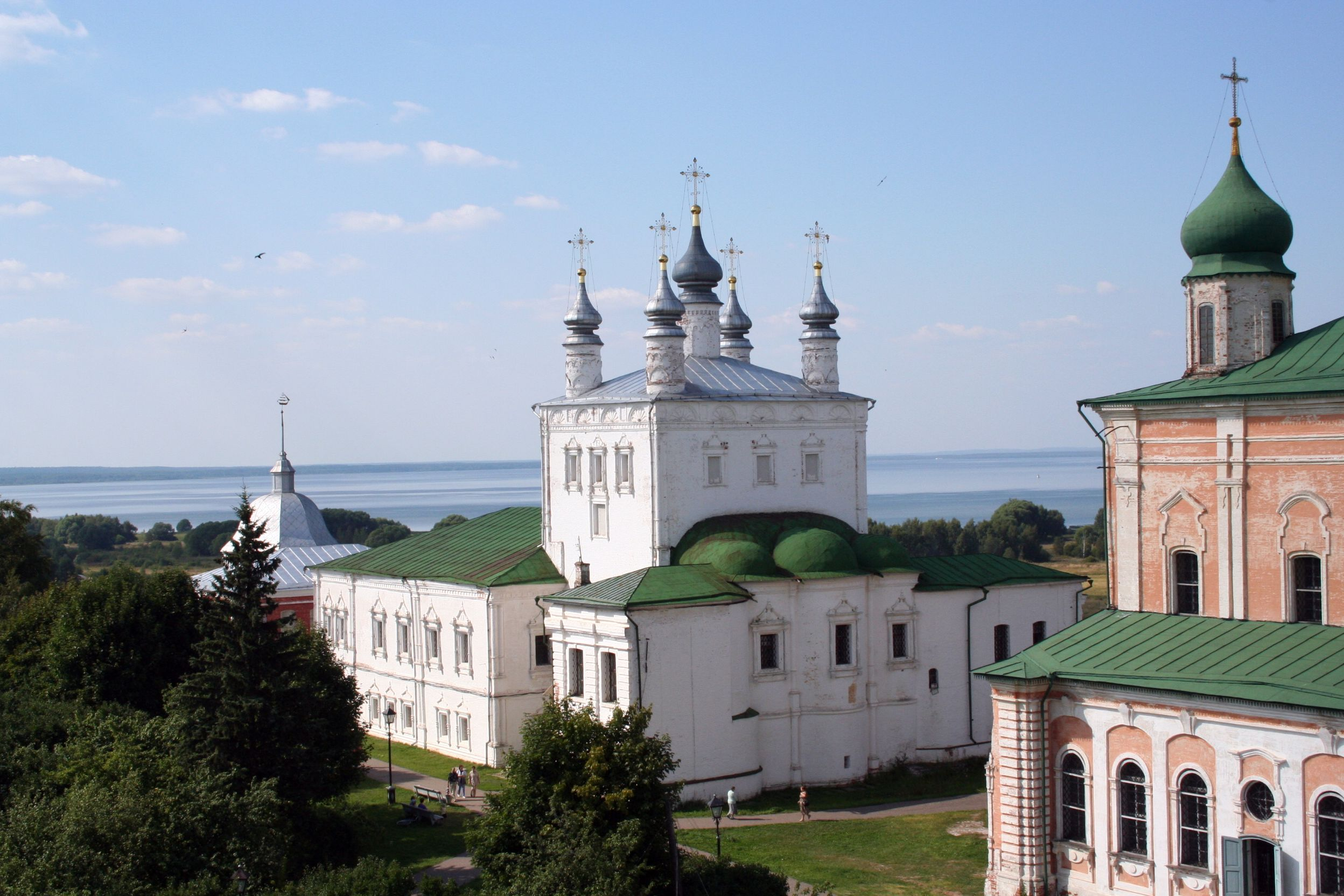
Monasterio de Goritsy

## Economía e infraestructura

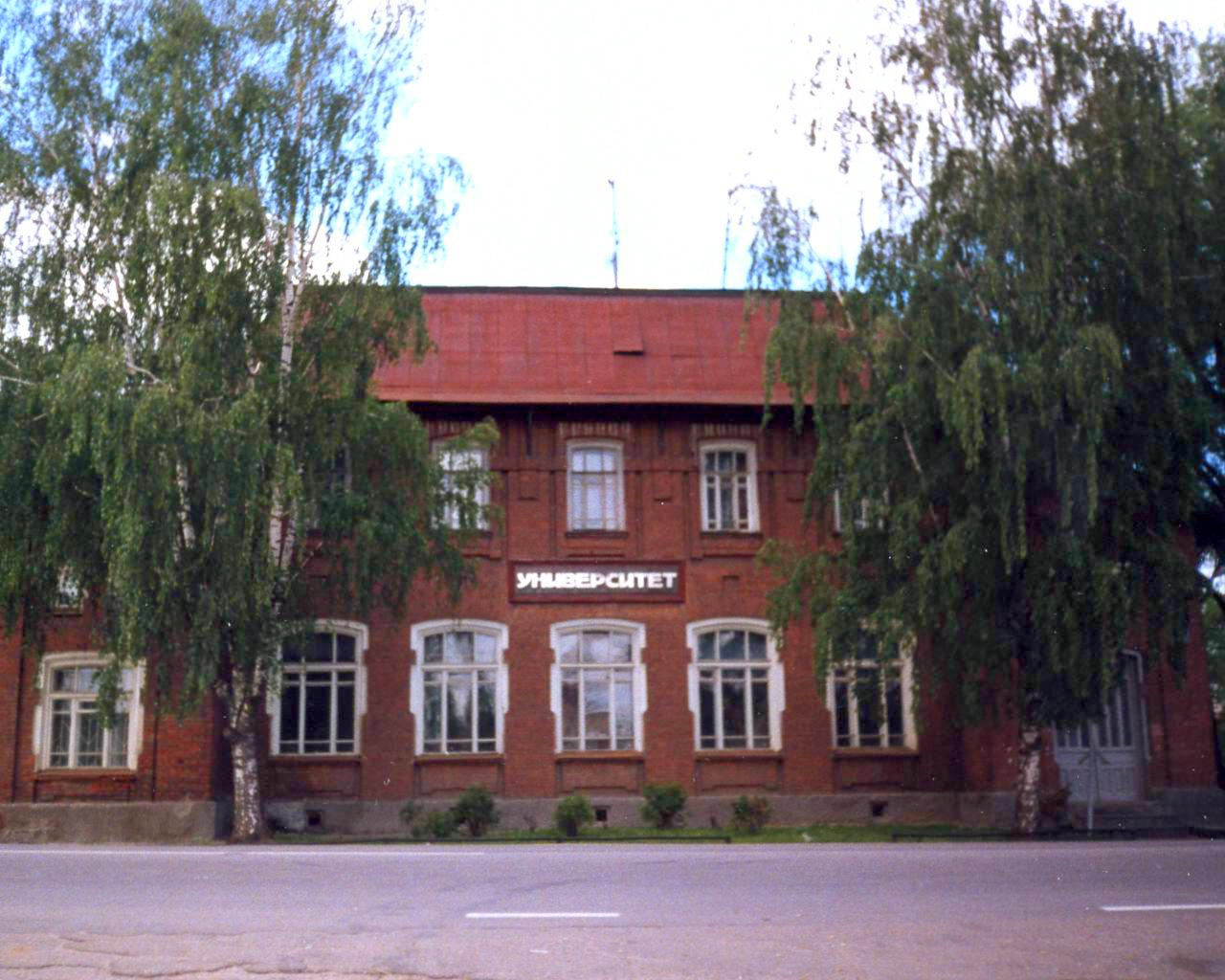
Universidad de Pereslavl-Zaleski.

Mientras que el turismo es la base de la vida económica de la ciudad, la industria juega un papel relativamente poco importante —cuenta con una fábrica para accesorios fotográficos así como varias empresas textiles y alimentarias. Desde 1993, la localidad cuenta con una universidad propia.
Pereslavl-Zaleski se encuentra en las cercanías de un tramo de la carretera principal M8, continuación de la Ruta Europea 115, entre Sérguiev Posad y Rostov. Una de sus ramas, que atraviesa la ciudad, discurre hacia Yúriyev-Polski y Vladímir. Existe un enlace ferrocarril transiberiano.

## Personalidades
- Aleksandr Nevski nació en Pereslavl-Zaleski en 1220.

## Ciudades hermanadas
- Neckarbischofsheim